# Afbetaling
Afbetaling betekent dat men een bepaalde schuld in gedeelten mag betalen, meestal een vast bedrag per maand. Men kan lenen op afbetaling of kopen op afbetaling.
De lening op afbetaling is de gewone geldlening, waarbij men het geleende bedrag in stukken terugbetaalt. 
Kopen op afbetaling betekent dat men het gekochte goed (bijvoorbeeld een televisie of een auto) onmiddellijk krijgt, maar dat men de prijs ervan in schijven afbetaalt. Doorgaans is in het maandelijkse bedrag  dat men dient terug te betalen een bepaalde intrest meegerekend. Sommige verkopers maken reclame dat zij afbetalingen toestaan met 0% intrest, maar in dit geval is de intrest gewoon verwerkt in de verkoopprijs. Een ander nadeel is het gevaar in financiële problemen te komen. Door onvoorziene omstandigheden (werkloosheid, ziekte) kan het inkomen sterk verminderen, met het gevolg dat de periodiek te betalen bedragen bijna het gehele inkomen opslorpen of zelfs groter dan het inkomen zijn. 
Ongeacht het ontleende bedrag komen alle betwistingen over leningen op afbetaling in België bij de vrederechter en in Nederland bij de sector kanton van de rechtbank (voorheen kantonrechter) terecht.